# Perissomastix melanops
Perissomastix melanops är en fjärilsart som beskrevs av László Anthony Gozmány. Perissomastix melanops ingår i släktet Perissomastix och familjen äkta malar. Inga underarter finns listade i Catalogue of Life.